# Boulevard Dugommier
Le boulevard Dugommier est une voie marseillaise

## Situation et accès
Ce boulevard est situé dans le 1er arrondissement de Marseille, prolonge le boulevard d'Athènes jusqu'à la Canebière.
Le boulevard Dugommier est desservi par le métro et le tramway de Marseille : station Noailles.

## Origine du nom
Cette voie porte le nom du général Jacques François Dugommier qui se distingua au siège de Toulon (1793) occupé par les Anglais et mourut à la bataille de la Sierra Negra, en Espagne, le 20 novembre 1794. 

## Historique
La création du « boulevard Dugommier » a pour origine la décision du 30 mars 1792 d'ouvrir un cours à la place de la voie qui suivait une partie du nouveau rempart, construit à la fin du XVIIe siècle sur ordre de Louis XIV, en vue de relier les allés des Capucines (actuelles allés Léon Gambetta) et les allées de Meilhan (en haut de la Canebière).
Pour ce qui concerne sa dénomination, la nouvelle artère se confondra parfois, au cours de l'histoire, avec celle du boulevard d'Athènes.

## Bâtiments remarquables et lieux de mémoire
- Au n° 3 fut établi dans les années 1890 le local de l'Association des anciens élèves du Lycée Thiers, créée en 1866 par des anciens élèves. Le local fut déménagé au Boulevard Garibaldi à une date inconnue[1].
- Au n° 19, une plaque rappelle le souvenir de Louise Michel, militante anarchiste et héroïne de la Commune de Paris, décédée le 10 janvier 1905, à l'âge de 75 ans, d'une congestion pulmonaire, à cette adresse (il s'agissait de l'hôtel Oasis, désormais le Duc Hôtel), alors qu'elle revenait d'une tournée de conférences en Algérie[2].
- Au n° 23, le bar "Le Petit Poucet" dont les patrons étaient pendant l'Occupation Henri et Alexandrine Dijon. Dans le cadre de l'opération Akropolis menée par l'Abwehr et la Gestapo de Marseille contre le réseau Pat, une filière de rapatriement d'aviateurs britanniques accidentés dirigée par Albert Guérisse dont ils étaient membres, les époux Dijon furent arrêtés le 9 mars 1943, torturés, puis déportés au camp de concentration de Mauthausen[3].